# Seleção de Futebol da Chameria
A Seleção de Futebol da Chameria é a equipe que representa os Albaneses Cham da Chameria, uma região entre a costa do Epiro, no sul da Albânia, e a região grega do Epiro, em competições de futebol. A seleção não é afiliada à FIFA ou a UEFA, e, por isso, não pode disputar a Copa do Mundo ou a Eurocopa.  A equipe, entretanto, é filiada à CONIFA.

## História

### Primeira partida
A Seleção nacional de futebol de Chameria foi formada em meados de 2017 e disputou vários amistosos. Em 17 de junho de 2017, a seleção disputou a sua primeira, e com maior placar, partida oficial. A partida foi contra a seleção do Curdistão, válida pelo Campeonato Mundial de Futebol para Nações Não Representadas de 2017, e terminou com uma vitória por 6 a 0 da Seleção da Chameria.

### Filiação à CONIFA
Em 24 de maio de 2018, a Chameria foi aceita na CONIFA, e passou a disputar os torneios e partidas desta.
Em 2 de junho de 2019, a Seleção da Chameria disputou sua primeira partida internacional após a filiação à CONIFA, contra a Seleção da Abecásia. O confronto foi válido pela Copa Europeia ConIFA de 2019 e terminou com uma derrota por 3 a 1 para a Chameria. Esta foi a primeira e maior derrota sofrida pela seleção.

## Competições
Em 20 de fevereiro de 2019, em cracóvia, foi anunciado que a Chameria estaria no grupo 2 da Copa Europeia ConIFA de 2019, junto com as seleções da Abecásia e do Condado de Nice. Entretanto, em 22 de maio de 2019, a CONIFA anunciou a retirada da Seleção do Condado de Nice e, com isso, o grupo da Chameria seria alterado, passando a ter, além da Abecásia, a seleção anfitriã, Artsakh, e a Seleção da Lapônia. No dia 2 de junho a Chameria estreiou na Copa Europeia ConIFA de 2019 com uma derrota por 3 a 1 para a Abecásia.
| Copa Europeia ConIFA | Copa Europeia ConIFA     | Copa Europeia ConIFA     | Copa Europeia ConIFA     | Copa Europeia ConIFA     | Copa Europeia ConIFA     | Copa Europeia ConIFA     | Copa Europeia ConIFA     | Copa Europeia ConIFA     | Copa Europeia ConIFA     |
| Ano                  | Colocação                | Pos                      | PJ                       | V                        | E                        | D                        | GM                       | GS                       |                          |
| -------------------- | ------------------------ | ------------------------ | ------------------------ | ------------------------ | ------------------------ | ------------------------ | ------------------------ | ------------------------ | ------------------------ |
| 2015 e 2017          | Equipe ainda não existia | Equipe ainda não existia | Equipe ainda não existia | Equipe ainda não existia | Equipe ainda não existia | Equipe ainda não existia | Equipe ainda não existia | Equipe ainda não existia | Equipe ainda não existia |
| 2019                 | Quarto lugar             | 4th                      | 5                        | 2                        | 2                        | 1                        | 9                        | 4                        |                          |
| Total                | -                        | 1/3                      | 5                        | 2                        | 2                        | 1                        | 9                        | 4                        |                          |